# 漢薩博物館
60°23′46″N 5°19′34″E / 60.3961°N 5.3262°E

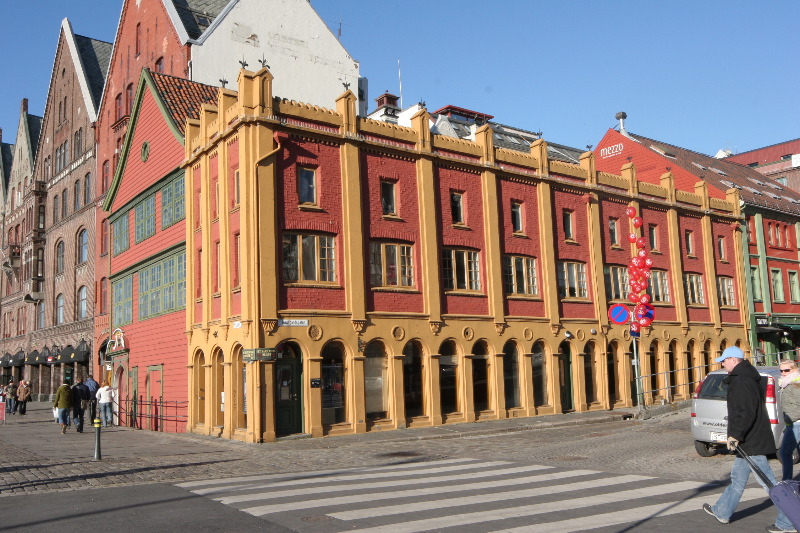

漢薩博物館（Det Hanseatiske Museum og Schøtstuene）是位於挪威城市卑爾根的一座博物館。漢薩博物館主要展示卑爾根在加入漢薩同盟時期的歷史，是卑爾根著名旅遊景點之一。